# Vertigo (DC Comics)
Vertigo è un marchio della casa editrice di fumetti statunitensi DC Comics. Esordisce nel 1993 sotto la guida della redattrice Karen Berger e risponde alla necessità di diversificare le proposte della casa editrice all'interno di un mercato che necessita di proposte più sofisticate e alternative. I fumetti pubblicati sono indirizzati a un pubblico più adulto di quello che legge le pubblicazioni di supereroi della DC Comics (famosa per personaggi come Superman e Batman) e per questo sulla copertina degli albi è presente il logo "Vertigo" e l'avvertenza «Suggested to Mature Readers».
Karen Berger viene deposta dal suo ruolo di redattrice nel 2012 in seguito al profondo rinnovo del parco testate della DC Comics, avvenuto dopo il lancio di The New 52 (progetto che segna il reboot dell'universo narrativo della casa editrice). Viene sostituita dalla sua collaboratrice Shelly Bond e infine da Mark Doyle, che ne tenta il rilancio nel 2018. L'anno successivo i due editori Dan DiDio e Jim Lee decidono di chiudere lo storico marchio. Gli ultimi albi con il logo "DC Vertigo" sono distribuiti nel settembre 2019.

## Linea editoriale
A creare e dettare le direttive su cui si basa l'etichetta è Karen Berger, la quale fissa i presupposti creativi della neonata linea editoriale:
- K. Berger ammette subito di non aver mai letto o essersi appassionata al genere supereroi dei fumetti mainstrem pubblicati da Marvel Comics e DC Comics. Di conseguenza i fumetti Vertigo dovranno affrontare nuove tematiche e generi che possano attirare nuovi lettori che necessariamente non si sono mai interessati degli eroi mascherati[5].
- Dare spazio ai giovani autori britannici che lei stessa aveva reclutato nel Regno Unito nella seconda metà degli anni ottanta. Tra questi c'erano Neil Gaiman, Peter Milligan e Grant Morrison. L'interesse per gli autori inglesi da parte della DC era maturato dopo il successo ottenuto da Alan Moore con opere come Swamp Thing, V for Vendetta e Watchmen[5].
- Proprio in queste opere di Alan Moore, K. Berger vede il punto di riferimento della nuova etichetta, alla quale aggiunge (come ispirazione) un titolo storico della DC quale House of Mistery. Si tratta di un'antologia a fumetti di storie horror e alternative sulla quale lei stessa aveva lavorato 13 anni prima, quando era stata appena assunta[6].
- All'interno delle pubblicazioni Vertigo sono presenti fin dall'inizio anche i supereroi ma il genere viene affrontato con lo spirito revisionista che si era già visto con il personaggio Miracleman di Alan Moore, Animal Man di Grant Morrison e Shade, the Changing Man di Peter Milligan. Tra l'altro queste ultime due serie entrano a far parte dell'imprint sin dal suo esordio. Il supereroe viene quindi presentato con contaminazioni letterarie e di genere differenti (o comunque più insolite e disinibite) da quelle viste nei fumetti che rientrano nell'universo DC. L'obbiettivo rimane quello di interessare e coinvolgere un nuovo pubblico, in una fascia di età post-adolescenziale e finora scarsamente interessato ai fumetti.

## Storia

### Contesto e creazione
La Vertigo viene fondata dalla DC Comics nel 1993 durante una riunione tra Jenette Kahn (l'allora editore della DC), Paul Levitz, Dick Giordano e Karen Berger. Quest'ultima ha il via libera per creare un nuovo imprint che raccolga le testate da lei edite e poi proseguire con il lancio di nuovi progetti. Le nuove iniziative editoriali si devono distanziare dal parco testate dell'universo supereroistico DC e puntare a un target più adulto e ricercato di lettori. Per questo il logo DC non compare in copertina e invece appare il banner Vertigo. Su ogni albo appare sempre anche l'avvertenza suggested for mature readers (cioè consigliato a dei lettori adulti).
La Vertigo nasce in un periodo caratterizzato da una forte espansione del mercato fumettistico che però collasserà immediatamente a partire dalla metà del decennio. Le forze propulsive dietro questa impennata delle vendite sono molteplici, ma dal punto di vista creativo si identificano in una nuova libertà creativa e nella necessità dei grandi autori e disegnatori di staccarsi dal fumetto mainstream del duopolio DC-Marvel (e le loro innumerevoli serie supereroistiche) per creare opere da distribuire tramite il mercato diretto delle fumetterie. In tale contesto nascono nuovi editori tra cui la Dark Horse e la Valiant. Ma la più importante (se non altro per le vendite) è la Image Comics, fondata nel 1992 da Rob Liefeld e altri famosi artisti della Marvel Comics. Indubbiamente la Vertigo è un primo tentativo di risposta della DC Comics alla necessità di conquistare nuovi lettori e creare uno spazio dove dare libero sfogo alla creatività degli autori dando loro la possibilità di avere un controllo sui diritti delle opere create. Senza tale iniziativa si correva realmente il rischio di perdere i migliori scrittori e disegnatori che già stava migrando verso altri editori. Basti pensare a Frank Miller e Mike Mignola che a partire dal 1991 pubblicarono le loro opere quali Sin City e Hellboy presso la Dark Horse Comics ponendo le basi per la creazione dell'imprint Legend.
Si deve anche sottolineare che il biennio 1992-1993 vede la pubblicazione della saga La morte di Superman, un evento che segna un'epoca del fumetto e ricalca perfettamente il tono cupo (o Dark) di quel periodo fumettistico. Subito dopo incomincia anche la saga Knightfall che narra della caduta e sconfitta di Batman per opera di Bane. Queste storie si inseriscono all'interno di un periodo della storia del fumetto che alcuni definiscono Dark Age e che ha la sua origine ideale nella pubblicazione del primo numero dello Spawn di Todd McFarlane per la Image Comics. Si sente il bisogno di dare spazio a storie più cupe e violente di quanto non si sia mai fatto prima nella storia dei comics e queste atmosfere andranno a influenzare inevitabilmente l'intera impostazione tematica delle future serie Vertigo. I generi affrontati riflettono spesso temi difficili, violenti e cupi quali la violenza della guerra, la droga, il sesso, il crimine, ecc.

### Esordio editoriale (1993)
Le prime pubblicazioni a fumetti con l'etichetta Vertigo sono disponibili alla vendita nel gennaio 1993 (con data di copertina marzo 1993). Si tratta di due miniserie, sei serie regolari mensili e una raccolta in edizione brossurata (o Trade Paperback in originale). In dettaglio sono le seguenti:
- Death: l'alto costo della vita, di Neil Gaiman (testi) - Chris Bachalo (matite). Miniserie di tre numeri spin-off della serie regolare Sandman.
- Enigma di Peter Milligan (testi) - Duncan Fegredo (disegni). Miniserie di otto numeri. Prima pubblicazione Vertigo i cui diritti sono degli stessi autori e non della casa editrice.
- Le seguenti serie regolari: Shade, the Changing Man (dal n. 33), The Sandman (dal n. 47), Hellblazer (dal n. 63), Animal Man (dal n. 57), Swamp Thing (dal n. 129), Doom Patrol (dal n. 64). Come si può notare nessuna di queste pubblicazioni mensili trova il suo inizio (quindi il n. 1) con la neonata etichetta, ma erano già in corso di pubblicazione nel vasto parco editoriale della DC Comics. Questo dimostra che le nuove idee e il differente tipo di approccio al fumetto seriale stavano maturando a livello creativo già diversi anni prima della fondazione di questa linea della casa editrice statunitense. Le serie sopra citate hanno infatti visto il loro debutto tra il 1982 e il 1990 e sono divenute note come Berger Books[9] in quanto, alcune sin dall'inizio e altre successivamente sono state curate a livello redazionale dalla stessa Karen Berger. Tra queste solo la serie Doom Patrol non ha mai avuto la Berger come Editor mentre Swamp Thing (vol. 2) ha visto subentrare la redattrice al posto di Len Wein a partire dal n. 25[10].
- The Books of Magic Trade Paperback: raccoglie la miniserie omonima di 4 numeri pubblicata tra il 1990 e il 1991 dalla DC. Gli autori sono Neil Gaiman (testi) e John Bolton (disegni) e proprio in questa pubblicazione introducono il personaggio di Timothy Hunter al quale la Vertigo dedica una serie regolare (cioè The Books of Magic (Vol.2)) a partire dal maggio 1994. Questo è un primo esempio di come la nuova etichetta si proponga di raccogliere in edizione brossurata (Trade Paperback o TP) o cartonata (Hardcover o HC) delle serie o miniserie pubblicate prima del 1993 ma che sono assimilabili alla linea Vertigo come contenuti e lettori interessati.

### Seconda Fase (dal 1996)
Tra la prima ondata di opere pubblicate, la serie The Sandman è quella che riscuote più consensi di pubblico e critica, divenendo un landmark per la storia del fumetto angloamericano. Quando nel 1996 Neil Gaiman decide di lasciare il titolo per dedicarsi ad altri impegni, anche la serie (nonostante il successo) viene chiusa. Karen Berger decide che senza Gaiman non vi sarà un altro scrittore a prendere le redini della sua creazione. Tale decisione è in contrasto con le usuali politiche della DC che vedono un continuo turn over degli autori fin tanto che una pubblicazione rimane profittevole. Il biennio 1995-1996 segna anche il collasso del mercato fumettistico, ormai in forte espansione da fine anni ottanta e soggetto ad una bolla speculativa alimentata da collezionisti e speculatori, foraggiata dalle case editrici e la distribuzione del Mercato Diretto (tramite fumetterie e librerie). La Marvel arriva a chiedere il Chapter Eleven (bancarotta controllata) e diversi editori indipendenti e imprint editoriali chiudono. La Vertigo regge l'urto e subisce meno perdite (in termini percentuali) degli albi mainstream. Si ritrova però senza il suo titolo di punta e la perdita di interesse per alcune serie con le quali si è proposta qualche anno prima. Vi è la necessità di affrontare la seconda metà degli anni novanta senza sbagliare un colpo e trovare nuovi titoli e autori.
La nuova fase della Vertigo è già iniziata ancor prima della fine di Sandman. Tra il 1994 e il 1995 pubblica due serie regolari destinate a suscitare scalpore e polemiche, ma allo stesso tempo a conquistare lettori e critica. Il 1994 vede infatti la pubblicazione della prima opera realizzata da Grant Morrison per l'imprint, si tratta di un fumetto descritto come:«...una paranoia fantasy, pregna di polimorfismo perverso con al centro un gruppo di disadattati...destinati a liberare l'umanità dalla sua schiavitù inconsapevole, causata da un'oscura cospirazione extra dimensionale». Il fumetto di Morrison è spiazzante e vuole portare il lettore a vivere un'esperienza che trascenda la semplice successione degli eventi narrati, l'obbiettivo è centrato e l'opera risulta bizzarra ed estraniante. L'anno successivo Garth Ennis e Steve Dillon esordiscono con Preacher, caratterizzata da tematiche blasfeme, estrema violenza e umorismo scatologico. La serie dura 5 anni e diviene uno dei best seller della Vertigo, tanto che tra il 2016 e il 2019 darà origine all'omonima serie TV del canale via cavo AMC. Nel settembre del 1997 arriva Transmetropolitan di Warren Ellis e Darick Robertson, serie (pubblicata fino al 2002) che vede protagonista l'insolito giornalista Spider Jerusalem (personaggio iconico della Vertigo) alle prese con un mondo distopico e apparentemente fuori controllo (moralmente e politicamente). La realtà descritta da Ellis tramite il suo personaggio vede un mondo dove l'essere umano ha definitivamente smarrito la propria consapevolezza, gli animali parlano, gli immigrati sono alieni (dallo spazio) e molte persone decidono di lasciare il corpo affinché la loro coscienza sia scaricata in un computer. Il fumetto è considerato un capolavoro moderno e una delle più feroci satire e critica al progresso digitale (e non umanistico) dell'epoca moderna. Altro best seller è 100 Bullets di Brian Azzarello e Eduardo Risso, una delle serie regolari più longeve della Vertigo degli anni novanta. L'opera esordisce nel 1999 e si chiude 10 anni dopo nel 2009. La struttura è di tipo antologico, in quanto le storie seguono lo spostarsi di una misteriosa pistola che condiziona la vita di chi ne viene in possesso. Tra le serie dell'imprint è quasi un'anomalia in quanto si inquadra nel genere "urban crime" (o crimine urbano). Questo dimostra però la grande apertura verso differenti generi e storie, peculiarità che diviene una pietra angolare per le pubblicazioni dell'imprint di Karen Berger. Anche in questo caso la scelta è vincente e 100 Bullets diviene una delle opere più acclamate e di successo per un intero decennio. Questa continua proposta di fumetti alternativi e sofisticati, definibili non-mainstream, porta la Vertigo ad essere un punto di riferimento per i comic book capaci di interessare lettori maturi e/o coloro che cercano nuove tematiche e spunti. Nonostante le turbolenze del mercato fumettistico degli anni novanta, la Vertigo si presenta agli anni duemila come un importante forza del settore.

### Shelly Bond come executive editor (2013-2016)
Karen Berger annuncia a fine 2012 che lascerà il suo incarico di executive editor (o redattore esecutivo) della Vertigo così come ogni altro ruolo all'interno della DC Comics, tra cui quello di Senior Vice-President. Anche se i motivi non sono mai stati chiariti ufficialmente, da dichiarazioni successive della Berger, pare che la nuova linea adottata dalla presidenza di Diane Nelson (dal 2009) abbia portato verso una omologazione dei titoli della DC, con una progressiva emarginazione delle opere Vertigo. L'operazione, supportata dai due publisher Dan DiDio e Jim Lee e dal direttore creativo e vice-presidente Geoff Johns, è iniziata nel 2011 con il reboot dell'intero Universo DC con il progetto The New 52. Diversi personaggi storici dell'imprint quali John Constantine, Swamp Thing, Animal Man e Shade the changing man, sono stati inseriti all'interno della nuova continuity e non sono più parte della Vertigo. A questo si aggiunge una minore libertà creativa concessa alla Berger dovuta alla necessità di dare maggior risalto a personaggi la cui proprietà è in mano al gruppo Time Warner. Diminuisco quindi le opere creator-owned promosse e pubblicate dalla Vertigo. Bisogna infatti sottolineare che dopo la fine di due serie di successo quali Scalped e DMZ, non sono stato di fatto rimpiazzate da opere di eguale livello. Diverse graphic novel già programmate non sono state poi pubblicate e la linea Vertigo Crime books è stata chiusa. Alla Vertigo riscuotono un discreto successo solo Fables (e i suoi spin-off) e American Vampire, gli altri titoli sono di fatto dei flop. Dietro questo declino non bisogna però necessariamente vedere l'interferenza di interessi corporativi, come sostenuto dalla Berger nel 2019 (quando si annuncia la chiusura dell'imprint). Gli autori e artisti che vogliono pubblicare materiale indipendente e alternativo trovano infatti spazio e risalto con editori quali la Image Comics, Dark Horse Comics, IDW Publishing e molti altri. La Vertigo non è più un punto di riferimento per le opere creator-owned e alternative. L'arduo compito di riportare in auge lo storico logo spetta a Shelly Bond, collaboratrice della Berger dal 1993, da due settimane prima del debutto della Vertigo e primo editor nominato dell'etichetta.

### Diversificazione editoriale
La Vertigo affronta differenti generi e formati editoriali e si propone di fare da ponte tra il fumetto mainstream (pubblicato da DC e Marvel Comics) e il fumetto indipendente (detto gergalmente indie comics in originale). Quindi, anche se inizialmente le sue radici narrative affondano nel genere dei supereroi e in quello fantasy-horror, l'etichetta rimane aperta a nuove sperimentazioni di genere e mescolanza degli stessi e a nuove tipologie di formati. A tal fine nel corso degli anni si dà vita a diverse Sub-imprint (in italiano Sotto-etichette) composte da un insieme di pubblicazioni che condividono una linea editoriale e/o tematica in comune.

### Vertigo Visions (1993-1998)
La prima sub-imprint esordisce a marzo del 1993 (con data di copertina maggio) con uno one shot dal titolo Vertigo Visions: The Geek. Lo scopo degli albi Vertigo Visions è di proporre dei personaggi a fumetti del passato con una visione moderna che riesca a rielaborarne gli elementi narrativi per poterli proporre a un nuovo pubblico. In linea con quanto già fatto con Shade, the Changing Man o Animal Man, i personaggi che vengono scelti sono quelli che si trovano ai margini dell'Universo DC Comics. Gli albi Vertigo Visions presentano in copertina un logo che stilizza l'occhio umano. Ne vengono realizzati sei e ogni albo ha un protagonista differente:
- Vertigo Visions: The Geek (giugno 1993) di Rachel Pollack (testi) - Mike Allred (disegni).
- Vertigo Visions: Phantom Stranger (ottobre 1993) di Alisa Kwitney (testi) - Guy Davis (disegni).
- Vertigo Visions: Doctor Occult (luglio 1994) di Dave Loupre (testi) - Dan Sweetman (disegni).
- Vertigo Visions: Prez (settembre 1995) di Ed Brubaker (testi) - Eric Shanower (disegni).
- Vertigo Visions: Tomahawk (luglio 1998) di Rachel Pollack (testi) - Tom Yates (disegni).
- Vertigo Visions: Doctor Thirteen (settembre 1998) di Matt Howarth (testi) - Michael Avon Oeming (matite).

### Il fallito rilancio con Mark Doyle (2017-2019)
La gestione dell'imprint da parte del senior editor Shelly Bond (2013-2016) non ha portato i risultati sperati. Le vendite sono calate e il responso della critica non è stato del tutto favorevole. Viene fatto notare che nel decennio d'oro della Vertigo, tra il 1993 e i primi anni duemila, l'etichetta aveva distribuito alcuni dei titoli non-supereroistici di maggior successo commerciale per la DC, nonché vincitori di diversi Eisner Award e vari premi. Da sottolineare che all'epoca l'editor era Karen Berger, che però si è dimessa dall'incarico per divergenze di tipo creativo, incominciate con i vertici DC entrati in carica a partire dal 2009 con l'inizio della presidenza di Diane Nelson (dal 2009 al 2018). Shelly Bond, già sua assistente e poi sostituita, diviene il capro espiatorio della mancata rinascita e al suo posto viene messo l'editor Mark Doyle (ex editor dei titoli di Batman) che assume il pieno controllo dell'imprint tra il 2017 e il 2018. Una prima mossa viene presa riportando un autore come Neil Gaiman sotto l'egida della Vertigo. Negli anni novanta lo scrittore inglese ha dato lustro all'imprint con la sua serie Sandman, relativi spin-off e prequel, portando anche l'attenzione della critica letteraria sui titoli distribuiti dalla Vertigo e contribuendo a sdoganare il fumetto presso i circoli accademici e le librerie. Ora Doyle lo convince a fare da supervisore e consulente creativo di un insieme di titoli che vanno a formare il Sandman Universe, una linea editoriale che può vantare un suo banner, ovvero The Sandman Universe. Questa è composta inizialmente da 4 serie regolari: The Dreaming, House of Whispers, Books of Magic e Lucifer, nessuna però è scritta in prima persona da Gaiman, il cui coinvolgimento creativo non è chiarito a partire una storia scritta per l'albo di lancio. Si tratta di The Sandman Universe n. 1, numero unico distribuito l'otto agosto 2018 e che vede il contributo dei quattro autori responsabili delle serie regolari: Si Spurrier, Nalo Hopkinson, Kat Howard e Dan Watters.
Oltre all'attenzione mediatica che si vuole portare con il prestigio legato a Neil Gaiman, la DC si aspetta però anche un ritorno alle origini, ai temi e all'innovazione alla base della fondazione dello storico imprint, il tutto inserito però in un panorama fumettistico profondamente cambiato (anche grazie a Vertigo) e diversificato a livello di proposte editoriali. In una dichiarazione stampa i vertici DC Comics ribadiscono che sotto la guida di Doyle <<(la Vertigo) tornerà a concentrare la sua attenzione sul creare storie moderne, socialmente rilevanti, innovative e stimolanti a livello concettuale, capaci di affrontare generi che appassionino ogni tipo di lettore>>. Il compito è arduo, le principali case editrici sono particolarmente attente a produrre (anche) materiale non mainstream, indirizzato a un pubblico maturo, ed è ormai consuetudine sviluppare prodotti che siano poi appetibili per la distribuzione attraverso il Direct Market ovvero quello delle fumetterie e del circuito librario. Oltre a questo vie è da parte degli editori un particolare interesse a scovare autori con nuove idee e proposte alternative, garantendogli i diritti di proprietà sulle opere da loro create. Da questo punto di vista case editrici quali la Dark Horse Comics, la Image Comics e la stessa Vertigo hanno contribuito a modificare il landscape del mercato fumettistico dagli anni novanta in poi, portando un nuovo rapporto tra editori e fumettisti, e un approccio più aperto verso le proposte alternative (non-supereroistiche). Doyle, oltre al ripescaggio dei personaggi nati dall'universo fumettistico di Gaiman, punta su nuovi titoli e autori che possano riaccendere i clamori del passato intorno alla Vertigo. Questi sono:
- Hex Wives, serie regolare di Ben Blacker (testi) e Mirka Andolfo (disegni). La storia ha come protagoniste un gruppo di streghe che dopo aver vinto una lotta secolare contro i loro persecutori, si trovano a vivere una vita tranquilla in un paesino di provincia immemori della loro vera natura[15]. Distribuita il 31 ottobre 2018.
- Border Town, serie regolare di Eric M. Esquivel (testi) e Ramon Villalobos (disegni). La trama vede l'apertura di un passaggio con un'altra dimensione in una cittadina dell'Arizona[16]. Da questo portale arrivano mostri e creature del folklore popolare messicano, il fumetto affronta con questo preteso le tematiche dell'immigrazione e dei pregiudizi razziali e culturali[16]. Infatti gli abitanti locali incolpano subito gli immigrazione clandestina dal vicino Messico[16]. Distribuita dal 5 settembre 2018.
- American Carnage, serie regolare di Bryan Hill (testi) e Leandro Fernandez (disegni). Definita un "thrilling crime saga", la storia ruota intorno ad un agente dell'FBI che viene mandato sotto copertura tra una gang di suprematisti bianchi[17]. Distribuita dal 21 novembre 2018.
- Goddess Mode, serie regolare di Zoe Quinn (testi) e Robbie Rodriguez (disegni), per una storia dai temi sci-fi e cyberpunk[18]. In un vicino futuro l'umanità ha bisogno di una omni presente intelligenza artificiale per gestire i propri bisogni[18]. La protagonista, che si occupa della sua manutenzione, scopre l'esistenza di un mondo digitale interno al sistema e sconosciuto alle masse nel quale si svolge una battaglia per avere il controllo su dei codici che garantistico potere sulla società[18]. Distribuita dal 12 dicembre 2018.
- High Level, di Rob Sheridan (testi) e Barnaby Bagenda, Romulo Fajardo Jr. (disegni)[19]. Serie regolare sci-fi ambientata centinaia di anni nel futuro. La storia dipinge una società umana che ha dovuto ricrearsi da zero e ora appare quello che potrebbe essere un nuovo messia[19]. Distribuita dal 20 febbraio 2019[19].
- Second Coming, serie regolare di Mark Russell (testi) e Richard Pace (disegni)[20]. L'opera viene annunciata sul catalogo ufficiale DC Previews ma di fatto non viene distribuita dalla DC Comics in seguito al sorgere di polemiche intorno agli argomenti trattati[21]. La storia parla della seconda venuta di Gesù che, per volere del padre, deve imparare a fare il messia dividendo la stanza con il supereroe Sun-Man, considerato vero salvatore dell'umanità e proveniente dal pianeta alieno Krispex[20]. Una volta tornato, il Redentore rimane tra l'altro scioccato nel vedere come il suo messaggio sia stato storpiato e mal interpretato, vorrebbe quindi porre rimedio al cattivo utilizzo delle sue parole[20]. La serie viene però cancellata e sarà invece distribuita dalla casa editrice indipendente Ahoy Comics[21]. Da notare che l'unico cambiamento con il nuovo editore è il nome del supereroe Sun-Man che diviene Sunstar[21]. Il veto posto dalla DC sull'opera sembra anacronistico visto le numerose pubblicazioni Vertigo che hanno affrontato tematiche religiose con toni sarcastici e/o dissacranti[22]. Basti citare il Preacher di Garth Ennis, diversi archi narrativi della serie regolare Hellblazer o la miniserie Punk Rock Jesus di Sean Murphy. Evidentemente la nuova dirigenza, capeggiata da Pam Lifford, ha tolto ulteriore autonomia e libertà creativa all'imprint, arrivando a interferire direttamente con le scelte dell'editor designato. Un caso simile si era verificato in epoca pre-Vertigo, quando nel 1989 viene proibita la stampa e distribuzione dell'albo Swamp Thing n. 88 di Rich Veitch[23]. La storia vedeva la "Creatura della Palude" alle prese con viaggi nel tempo che la portavano al cospetto di Gesù Cristo durante la crocifissione[23]. Inizialmente Karen Berger (allora editor della serie) diede l'autorizzazione ma fu costretta dai vertici dell'azienda a censurare il fumetto[23]. Questo, però, è stato uno dei motivi che ha spinto il presidente Jenette Khan e la stessa Berger a creare un imprint autonomo che potesse pubblicare fumetti per lettori adulti, senza quindi incorrere a censure del gruppo di controllo della DC (all'epoca la corporation Time/Warner) o del comics code authority, la cui ombra si estendeva ancora minacciosa sui fumetti degli anni ottanta[23]. Per questo la retromarcia su Second Coming è un forte indizio sulla perdita di autonomia e importanza della Vertigo nel panorama editoriale della DC Entertainment.

Copertina dell'ultima graphic novel pubblicata dalla Vertigo. Disegni di Andrea Mutti. Edizione italiana per la collana "Vertigo Classic" n.67 di RW-Lion (2020), pubblicata con il logo DC Black Label.

- In occasione del 75º anniversario dello sbarco in Normandia delle Forze Alleate (6 giugno 1944), la Vertigo pubblica la graphic novel Six Days: The Incredible True Story of D-Day's Lost Chapter, scritta da Kevin Maurer e Robert Venditti con i disegni di Andrea Mutti[24]. Si tratta del resoconto di fatti realmente accaduti in seguito al D-Day, quando un gruppo di paracadutisti statunitensi si ritrova catapultato 18 miglia dietro le linee nemiche, dovendosi rifugiarsi in un paesino dell'entroterra francese[24]. Lo scontro con le truppe tedesche è inevitabile e porta alla Battaglia di Graignes, località ora denominata Graignes-Mesnil-Angot, qui un piccolo gruppo di soldati e dei coraggiosi civili francesi devono fronteggiare duemila soldati del Reich[24]. L'opera viene presentata come un memento della brutalità della guerra e degli orrori che ne scaturiscono[24]. La data di distribuzione è l'otto maggio 2019 e questa sarà l'ultima graphic novel originale dell'imprint Vertigo.

Indipendentemente dalla risposta di lettori e critica, il destino della Vertigo sembra però già segnato nei primi mesi del 2019 quando la volontà dei nuovi vertici della DC (in carica dal settembre 2018) si rende evidente. A metà anno si dichiara ufficialmente la chiusura della storica etichetta e il duo DiDio-Lee (publisher della casa editrice) devono giustificare una retromarcia improvvisa nella gestione delle linee editoriali e gli imprint. Rivedendo quanto programmato appena qualche mese prima si annuncia un rebrand dei titoli DC Comics.

### Chiusura della Vertigo (2019)
La DC annuncia la chiusura della Vertigo nel corso del 2019. La decisione viene presa dai due Publisher Dan DiDio e Jim Lee, con il benestare dei massimi vertici della DC Entertainment tra cui il neo-presidente Pam Lifford, responsabile dell'intero settore editoriale, dei bland globali e dei franchise della DC. Gli ultimi albi distribuiti con il logo DC Vertigo sono: The Dreaming n. 13 (4 settembre 2019), House of Whispers n. 13 (11 settembre 2019), Lucifer n. 12 (18 settembre 2019), Books of Magic n. 12 (25 settembre 2019). I 4 titoli fanno parte del sub-imprint Sandman Universe e passano, dal mese successivo, sotto l'imprint DC Black Label. La riorganizzazione della linea editoriale prevede anche l'eliminazione degli imprint DC Ink e DC Zoom che avevano esordito solo qualche mese prima, nel marzo del 2019. Il primo riguardava la pubblicazione di graphic novel per tutte le età (o all-ages) e il secondo per lettori "Young Adult" (prevalentemente tra i 13 e i 17/18 anni). Questa improvvisa retromarcia della casa editrice la cerca di spiegare l'editore Dan DiDio che afferma la necessità <<di portare più chiarezza al "Brand DC" e rinforza l'impegno a raccontare storie per i nostri fan di ogni gruppo di età>>. Anche Jim Lee è intervenuto per rassicurare i lettori dichiarando che il rebrand della DC non prevede la cancellazione della linea Sandman Universe di Neil Gaiman, dell'etichetta (definita "pop-up imprint") DC Young Animal di Gerard Way o dei titoli creator-owned. Ciò che veniva pubblicato in precedenza per la linea Vertigo ora passa alla DC Black Label, il cui editor Mark Doyle è stato anche l'editor Vertigo nei suoi ultimi anni (2017-2019). Il commento di Karen Berger sulla chiusura dell'imprint che ha contribuito a creare è immediata (21 giugno 2019) e sostiene che ciò che è successo alla Vertigo non è una sorpresa ma era da tempo prevedibile. Il riferimento è ai dissapori avuti con Diane Nelson (presidente DC) e i direttori creativi della DC (Geoff Johns, Jim Lee e Dan DiDio) all'epoca che hanno portato al suo allontanamento. La Berger sostiene che l'attuale politica di tipo corporativo non può più permettersi di osare o provare strade nuove nel mondo dei fumetti DC. Lo spirito che ha dato origine alla Vertigo negli anni novanta è però tenuto vivo, a suo dire, nell'imprint Berger Books, da lei fondato per la Dark Horse Comics nel 2017.

## Adattamenti in altri media

### Film
- Il mostro della palude: film diretto da Wes Craven e distribuito nel 1982, basato sul personaggio di Swamp Thing, protagonista di una serie regolare di fumetti edita dalla DC Comics fin dal 1971 (prima della nascita dell'etichetta Vertigo, in cui successivamente confluirà). Ha un seguito, Il ritorno del mostro della palude, film del 1989 diretto da Jim Wynorski.
- Era mio padre: film diretto da Sam Mendes e distribuito nel 2002. Si basa sul romanzo a fumetti dal titolo Road to Perdition di Max Allan Collins (testi) - Richard Piers Rayner (disegni). Inizialmente pubblicato sotto l'etichetta Paradox Press, viene poi ridistribuito dalla Vertigo a partire da agosto 2011. Questa ne cura anche l'uscita di un nuovo capitolo a fumetti dal titolo Return to Perdition[25].
- Constantine: film del 2005, nel quale l'attore Keanu Reeves interpreta il ruolo dell'investigatore dell'occulto John Constantine, protagonista della serie Hellblazer.
- A History of Violence: film diretto da David Cronenberg e distribuito nel 2005. La storia si basa sulla graphic novel omonima degli autori John Wagner (testi) - Vince Locke (disegni). L'opera a fumetti viene inizialmente distribuita dall'etichetta Paradox Press, in seguito dalla Vertigo (dal subimprint[26] Vertigo Crime a partire da agosto 2011[27]). Primo lungometraggio ispirato a un fumetto Vertigo a ricevere una nomination Academy Award (cioè i premi Oscar) per la miglior sceneggiatura non originale.
- V per Vendetta: film del 2006 diretto da James McTeigue, basato sull'omonima graphic novel di Alan Moore, pubblicata dalla DC Comics a partire dal 1988 (dopo che la Warrior, che ne ha curato l'iniziale distribuzione, ha chiuso i battenti nel 1985) e infine ristampata sotto l'imprint Vertigo.
- The Fountain: film del 2006 diretto da Darren Aronofsky. In realtà, il film non può propriamente intendersi come la trasposizione cinematografica dell'omonimo fumetto (scritto dallo stesso Aronofsky e illustrato da Kent Williams), seppur distribuito successivamente all'albo (pubblicato, quest'ultimo, dalla Vertigo nel novembre 2005): la trama di The Fountain, infatti, è nata come script per un film, proposto alla Warner Bros. ma oggetto di numerosi rinvii; da qui la decisione di adattarlo, nel mentre, a fumetto. The Fountain, dunque, si pone idealmente a metà tra la categoria del film tratto dal fumetto e quella del fumetto tratto dal film (sulla scia di Django Unchained e Mad Max: Fury Road, prodotti cinematografici adattati ad albi dalla Vertigo).
- The Losers: film distribuito il 23 aprile 2010 negli USA. Si basa sull'omonimo fumetto pubblicato tra il 2003 e il 2006. La storia viene strutturata su un gruppo di ex-agenti CIA così come viene concepito da Andy Diggle (testi) - Jock (disegni) alla Vertigo e non c'è riferimento alle storie precedenti il 1993[28]. Lo si può considerare quindi un lungometraggio basato su un'idea originale Vertigo[29].
- Jonah Hex: il film, distribuito il 18 giugno 2010, è basato sull'omonimo fumetto edito dalla DC Comics ma che, tra il 1993 e il 1999, è stato pubblicato dall'etichetta Vertigo, considerate le sue caratteristiche da anti-eroe adatte al nuovo imprint di casa DC. A distanza di anni, nel 2005, la DC tornerà a pubblicare una sua serie regolare, così superando la parentesi Vertigo: è questo il periodo in cui uscirà nelle sale l'adattamento cinematografico.
- Le regine del crimine (The Kitchen), regia di Andrea Berloff (2019)

### Serie televisive
- Constantine: serie televisiva statunitense trasmessa dalla NBC dal 24 ottobre 2014 al 13 febbraio 2015 per un totale di 13 episodi che compongono la prima e unica stagione. La serie segue le vicende del detective del soprannaturale e cacciatore di mostri, demoni e fantasmi John Constantine, creato da Alan Moore sulle pagine di The Saga of Swamp Thing n. 34 (del giugno 1985). Il successo del personaggio gli garantisce una serie regolare a fumetti tra le più longeve tra quelle che debuttano negli anni ottanta. Il titolo è Hellblazer e dura 300 albi, dal gennaio 1988 all'aprile 2013, dal marzo 1993 (con il. 63) viene pubblicata per l'imprint Vertigo. Nella versione televisiva il cinico e disilluso detective è interpretato da Matt Ryan. La serie è stata cancellata il 7 maggio 2015. In Italia è andata in onda dal 28 settembre 2015 sul canale a pagamento Premium Action e dal 22 aprile 2016 in chiaro su Italia 1. Il personaggio di Constantine interpretato da Ryan è poi apparso nel quinto episodio della quarta stagione di Arrow entrando ufficialmente nell'Arrowverse del canale The CW. Dopo la partecipazione al decimo episodio della terza stagione di Legends of Tomorrow (spin-off di Arrow), entra a far parte del cast principale.
- iZombie: serie televisiva che debutta il 17 marzo 2015 sul canale statunitense The CW[30]. La storia si ispira alla serie a fumetti omonima creata da Chris Roberson e Mike Allred, pubblicata sotto l'imprint Vertigo tra il luglio 2010 e l'ottobre 2012 per un totale di 28 albi[31]. Il presupposto della trasposizione televisiva è simile a quello del fumetto, ovvero una malcapitata studentessa di nome Olivia (l'attrice Rose McIver) diventa uno zombie affamato di cervello umano. Questa però mantiene una certa empatia per gli esseri viventi e scopre che è in grado di assimilare i ricordi di colui di cui si nutre, anche se già morto[31]. La CW decide di puntare su questo aspetto per creare una serie di tipo procedurale, dove la protagonista aiuta la Polizia a risolvere casi di omicidio accedendo agli ultimi ricordi delle persone assassinate[30]. Si abbandona in parte la tematica fantasy-horror della storia a fumetti per virare su schemi narrativi già rodati (e visti più volte) in TV[30]. La sequenza dei crediti di apertura è stata realizzata da Mike Allred[30]. La serie gode di un certo successo e ne sono state realizzate 5 stagioni (2015-2019) per un totale di 71 episodi[30], l'ultimo episodio è stata trasmesso negli Stati Uniti l'uno agosto 2019.
- Lucifer: il 25 gennaio 2016 debutta sul canale televisivo Fox[32]. Si tratta di una serie televisiva ispirata ai fumetti di Lucifer, pubblicati dalla Vertigo a partire dal 1999. Il personaggio è stato però creato da Neil Gaiman, Sam Kieth e Mike Dringenberg sul numero 4 di The Sandman, distribuito il 28 febbraio 1989 (in epoca pre-Vertigo). Con la fondazione dell'imprint, Karen Berger lo riprende come personaggio di punta della sua linea editoriale e lo rilancia con la miniserie Sandman Presents: Lucifer[33]. In seguito gli viene dedicata una delle serie più longeve della Vertigo, durata 75 albi (tra il gennaio 2000 e l'agosto 2006)[34], seguita poi da altre, una ancora in corso di pubblicazione sotto l'imprint DC Black Label. Il personaggio riprende in parte le caratteristiche bibliche dell'Angelo Caduto, ma nella versione di Gaiman è annoiato dal suo ruolo di Re degli Inferi e abbandona il suo ruolo per vagabondare sulla Terra[32]. Questo presupposto viene ripreso dalla serie Fox, dove come protagonista viene scelto Tom Ellis[32]. La storia si discosta però dall'epopea fumettistica dei comic Vertigo[34] per trasformarsi in un racconto di tipo procedurale dove l'ex-Signore Infernale si adatta a risolvere omicidi insieme ad un dipartimento di Polizia[32]. Dopo 3 stagioni la serie viene cancellata, ma la piattaforma streaming a pagamento Netflix acquisisce la serie e ne produce altre tre stagioni, la sesta e ultima stagione si è conclusa nel 2021.
- Preacher: trasmessa dal canale televisivo AMC a partire dal 22 maggio 2016, tratta dall'omonima serie a fumetti pubblicata dalla Vertigo nella seconda metà degli anni novanta[35]. Gli autori dell'opera originale sono Garth Ennis e Steve Dillon mentre la trasposizione televisiva è prodotta e curata da Seth Rogen e Evan Goldberg[35]. La casa di produzione è la Sony Pictures Entertainment in collaborazione con la stessa AMC[35]. L'attesa per la realizzazione di una versione per la TV è molto sentita dai lettori di comics in quanto Preacher ha contribuito a segnare un'epoca per la storia del fumetto[35]. L'adattamento cerca quindi di affrontare le tematiche religiose e metafisiche rispettando la forte carica iconoclastica dell'opera originale, e non mancano le suggestioni prese dal genere western e dall'horror-gore degli anni ottanta (disseminate da Ennis nella serie a fumetti)[35]. Il protagonista Jesse Custer è interpretato da Dominic Cooper, Tulip dall'attrice Ruth Negga, Cassidy da Joseph Gilgun. Per i ruoli secondari si hanno Ian Colletti nei panni di Arseface e Jackie Earle Haley come Odin Quincannon[35]. La prima stagione è composta da 10 episodi ed è stata rinnovata per una seconda stagione a poche settimane dalla messa in onda dell'episodio pilota. La serie si conclude dopo 4 stagioni, l'ultima viene trasmessa nel 2019. In Italia l'intera serie è disponibile sulla piattaforma streaming a pagamento Prime Video.